# Bill Hudson (skådespelare)
William Louis "Bill" Hudson, född 17 oktober 1949 i Portland, Oregon, är en amerikansk skådespelare, musiker, kompositör och författare.
Hudson var medlem i bandet The Hudson Brothers och gifte sig med Goldie Hawn 1976 och fick två barn, Kate Hudson och Oliver Hudson.  Efter deras skilsmässa 1982 uppfostrades barnen av Goldie Hawn och hennes sambo, Kurt Russell.  Hudson gifte om sig med Cindy Williams 1982, och fick två barn till med henne, Emily Hudson och Zachary Hudson. De skilde sig år 2000.